# Imitomyia mochii
Imitomyia mochii là một loài ruồi trong họ Tachinidae.